# Starîi Vîșniveț, Zbaraj
Starîi Vîșniveț (în ucraineană Старий Вишнівець) este localitatea de reședință a comunei Starîi Vîșniveț din raionul Zbaraj, regiunea Ternopil, Ucraina.

## Demografie
Componența lingvistică a localității Starîi Vîșniveț
     Ucraineană (96,12%)
     Rusă (3,69%)
     Alte limbi (0,12%)
Conform recensământului din 2001, majoritatea populației localității Starîi Vîșniveț era vorbitoare de ucraineană (96,12%), existând în minoritate și vorbitori de rusă (3,69%).